# Unicargas
A União das Empresas de Transportes de Cargas (Unicargas) é uma empresa pública de administração indireta angolana que atua no ramo de transportes de cargas, trânsito e operadora de terminais portuários e aeroportuários.
Fundada em 1988, sua sede está localizada em Luanda, com filiais, terminais e escritórios em seis províncias de Angola, e cerca de 790 empregados.

## História
A Unicargas foi criada através do despacho nº 05/88, a 6 de fevereiro de 1988, do Ministério dos Transportes, e denominava-se União das Empresas Públicas de Transporte Urbano e Cargas - Unidade Económica Estatal (Unicargas - UEE). Surgia da fusão das várias empresas angolanas que operavam no ramo de transportes no país desde a independência nacional.
A 14 de fevereiro de 1991 foi assinado e homologado pelo Ministro dos Transportes o contrato de concessão do Terminal de Cargas Geral II (actual Terminal Polivalente do Porto de Luanda), que opera navios de grande porte com diversas mercadorias (viaturas, contentores e sacarias).
Pelo decreto nº 9/95, de 15 de setembro de 1995, ficou estabelecido um novo regime jurídico para as empresas estatais angolanas, que passaram a designar-se empresas públicas, assim tornando-se "União das Empresas de Transportes de Cargas - Empresa Pública" (Unicargas-EP). A Unicargas adquiriu autonomia administrativa e financeira a partir de então.
Em janeiro de 2005, após realização de um concurso público internacional, a Unicargas recebeu uma nova concessão de 20 anos para explorar o Terminal Polivalente do Porto de Luanda que é considerado reserva especial do estado, resultado do excelente serviço que efectuou durante a primeira concessão.
Em 2009 a empresa expandiu suas actividades, capacidades técnicas e operacionais com o propósito de aumentar sua quota de mercado, que culminou com a implementação de cinco novos centros logísticos (já possuía os de Luanda e Soio) nas cidades de Cabinda, Lobito, Malanje, Luau e Santa Clara do Cunene.
Em 2010 a Unicargas aumentou sua frota de camiões em mais de 200%, com o propósito de melhorar a cobertura do território nacional.
Em 2011 a empresa decidiu instalar a primeira filial propriamente dita fora de Luanda, sendo erguida na cidade do Lobito, na província de Benguela, constituindo um passo importante para a conexão com o mercado de cargas do centro e leste angolano, bem como do sul do Congo-Quinxassa.
Em 2013, num primeiro passo em direção ao um processo de privatização, ocorre a alteração dos órgãos de gestão da Unicargas, passando de direcção geral para conselho de administração.
Em 2015 a Unicargas foi galardoada pela terceira vez com o prémio EXPOTRANS de melhor transportadora e logística de Angola, feito que havia repetido em 2012 e 2013. Já havia sido premiada, também pela EXPOTRANS, em 2012, por melhor representação de terminais portuários e menção honrosa pelo desempenho económico. Além disso, em 2015 recebeu prémio "Leão D’Ouro" na Feira Internacional de Logística e prémio de melhor participação do sector de mercadorias.
Em 2017 a empresa inaugurou o Terminal Aéreo de Cargas no Aeroporto Internacional da Catumbela (TECAC) com este tornando-se seu sétimo centro logístico.
Em 2020 foi anunciado que a empresa entraria no processo de privatização previsto pelo Estado angolano, com previsão de concretização em 2022.

## Operações
A principal especialização da empresa é o transporte de cargas rodoviárias em camiões, porém tendo participação também em transportes marítimos.